# August Walla
Pour les articles homonymes, voir Walla.
August Walla, né le 22 juin 1936 à Klosterneuburg, près de Vienne (Autriche), et mort le 7 juillet 2001 dans la même ville, est un créateur d'art brut autrichien.

## Biographie
Élevé par sa mère comme s'il était une fille, August Walla n'a pas connu son père, mort lorsqu'il était très jeune. Sujet à différents troubles, il ne peut suivre une scolarité normale et est placé dans une institution spécialisée. À l'âge de seize ans, il est interné après avoir menacé de se pendre et de mettre le feu à sa maison. Diagnostiqué schizophrène, il y reste quatre ans. Il vit ensuite avec sa mère avant d'être admis à l’hôpital psychiatrique Maria Gugging de Klosterneuburg en 1970. En 1986, il intègre la maison des artistes de Gugging.
À la fin des années 1950, August Walla commence à écrire des manifestes, à détourner des objets qu'il couvre d’inscriptions indéchiffrables et à photographier, mais c'est à Gugging qu'il est encouragé à créer une œuvre picturale dans laquelle écriture et dessin sont étroitement liés. Il invente des langages, combinant différents mots inspirés de dictionnaires de langues étrangères qu'il collectionne, associés à des dieux, des démons, des saints, des prophètes, des divinités imaginaires et des symboles énigmatiques. Il réalise aussi des autoportraits où il se représente parfois sous la forme d’Hitler et Staline. Il remplit des milliers de pages de dessins et d'écriture et peint sur les murs et les meubles de sa chambre, sur les objets qu'il trouve, sur les façades de l’hôpital et sur celles des maisons avoisinantes. Il utilise également la chaussée, traçant des motifs à la craie. Il documente ensuite ses productions en les photographiant avec un appareil peint en vert parce qu'il déteste le noir. Pour lui, ses productions seraient comme des talismans qui le protègent des dangers, notamment des esprits, des hommes et de la mort.